# Scène héroïque
La Révolution grecque
La Scène héroïque (La Révolution grecque) est une cantate composée par Hector Berlioz, en 1825 et 1826, pour duo de basses, chœur et orchestre. La création a lieu le 26 mai 1828 dans la salle du Conservatoire. Il s'agit de l'une des plus anciennes partitions conservées de Berlioz, avec la Messe solennelle exactement contemporaine.

## Composition
Hector Berlioz entreprend de composer cette cantate en 1825. Rabroué par Kreutzer, « inaccessible » à l'admiration témoignée par le jeune musicien, Berlioz demande à son ami Humbert Ferrand d'écrire le poème : sujet d'actualité, la révolution grecque « occupait alors tous les esprits ».

## Création
Grâce au soutien de son maître Lesueur, la première audition publique de la Scène héroïque a lieu le 26 mai 1828 dans la salle du Conservatoire, concert auquel Lesueur et Reicha assistent, ainsi que Hérold, Auber et Habeneck. Berlioz présente au même concert les ouvertures de Waverley et des Francs-juges, ainsi que la cantate « La Mort d'Orphée, déclarée inexécutable par le jury de l'Institut » remplacée à la dernière minute par le Resurrexit de la Messe solennelle.
Le compositeur avait dû réaliser les copies de toutes les parties d’orchestre. L'exécution de sa cantate fut gâchée, par la faute du chef d'orchestre Nathan Bloc qui, « en prenant un mauvais tempo pour le motif de trombone », imposa « au concert une conclusion passablement terne ».
Kreutzer et Le Sueur se querellent encore au sujet de Berlioz, qui rapporte leurs propos dans ses Mémoires : « Poussé à bout par mon maître, il finit par lui répondre sans déguiser sa mauvaise humeur. « Eh ! pardieu ! que deviendrions-nous si nous aidions ainsi les jeunes gens ?… » Il eut au moins de la franchise ».
Berlioz réalise une seconde version, intitulée Le Triomphe de Napoléon, pour chœur d'hommes et orchestre d'harmonie en juillet 1833, seule partition pour orchestre d'harmonie avec la Symphonie funèbre et triomphale. Les exécutions, prévues pour le 28 juillet place Vendôme et pour le 9 août à l'Opéra, seront annulées malgré une répétition par Habeneck le 22 juillet.

## Présentation
La Scène héroïque est référencée H21 dans le catalogue des œuvres de Berlioz établi par le musicologue américain Dallas Kern Holoman.
La partition est en quatre parties :
1. Prélude — Allegretto impetuoso ( = 80) en la majeur, à deux temps (noté ), récitatif et air du héros grec ;
2. Allegro assai animato ( = 112 en ré majeur, scène avec le prêtre et les soldats ;
3. Prière — Larghetto ( = 96) en sol majeur, à 
 ;
4. Finale — Allegro non troppo ( = 80) en ut majeur à quatre temps (noté )

L'œuvre réclame un chœur mixte à neuf parties (SSATTTBBB) et un grand orchestre : 4 flûtes, 4 hautbois, 4 clarinettes en Ut et 4 bassons, pour les pupitres des vents, 4 cors, 2 trompettes, 3 trombones et tuba, pour les pupitres de cuivres. La percussion ajoute 2 harpes, les cymbales, la grosse caisse et le tam-tam aux timbales. Le quintette à cordes classique est constitué des premiers violons, seconds violons, altos, violoncelles et contrebasses.

## Analyse
Pierre Citron présente le jeune compositeur ainsi : « Révolte, liberté, ces idées apparaissent à de nombreuses reprises dans l'œuvre de Berlioz ; elles éclatent ou affleurent donc souvent dans ses Mémoires. Dès 1826, La Révolution grecque, « scène héroïque à grands chœurs et à grand orchestre », est un hommage aux combattants d'une guerre de libération. En 1827 et 1828, il commence à écrire son opéra des Francs-juges, où éclate la lutte contre la tyrannie  ».
Berlioz ne connaissait pas encore l'œuvre de Beethoven, et « la marque de Lesueur et Spontini est sensible dans cette vigoureuse œuvre de jeunesse ». La Messe solennelle et la Scène héroïque sont « les plus anciennes compositions complètes qui survivent » et le meilleur témoignage musical des « années de formation » de Berlioz.

## Discographie
- Gérard Garino (ténor), Lieuxe Visser et Ruud van der Meer (basses), Dutch Radio Choir & Radio Symphony Orchestra, dirigés par Jean Fournet (1988, Denon CO-72886) avec La Mort d'Orphée, Le Cinq mai et L'Impériale — concert public du 18 janvier 1987.Pierre-René Serna signale cet enregistrement réunissant des « pièces rares et magnifiques, remarquablement restituées[22] ».
- Hector Berlioz : The Complete Works (27 CD, Warner Classics 0190295614447, 2019)
Scène héroïque (H 21A) par Nicolas Rivenq (baryton), Laurent Naouri (basse), le chœur Les Éléments, l'Orchestre national du Capitole de Toulouse et Michel Plasson (dir.), CD 6

### Biographie
- Hector Berlioz, Mémoires, Paris, Flammarion, coll. « Harmoniques », 1991 (ISBN 978-2-7000-2102-8) présentés et annotés par Pierre Citron,
- David Cairns (trad. de l'anglais), Hector Berlioz. La formation d'un artiste (1803-1832), Paris, Fayard, 2002, 710 p. (ISBN 2-213-61249-8), traduit par Dennis Collins,
- Pierre Citron, Cahiers Berlioz no 4, Calendrier Berlioz, La Côte-Saint-André, Musée Hector-Berlioz, 2000 (ISSN 0243-3559).

### Monographies
- Pierre-René Serna, Berlioz de B à Z, Paris, Van de Velde, 2006, 264 p. (ISBN 2-85868-379-4)